# Al-Mudżajjir (muhafaza Ramallah i Al-Bira)
Al-Mudżajjir (arab. ‏المغيّر‎, al-Muḡayyir) – wieś w Palestynie, w muhafazie Ramallah i Al-Bira. Według danych szacunkowych Palestyńskiego Centralnego Biura Statystycznego w 2016 roku miejscowość liczyła 3030 mieszkańców.